# Tafas
Tafas (en árabe: طفس‎ también transcrito Tafs o Tuffas) es una población en el sur de Siria, administrativamente parte de la gobernación de Dar'a, ubicada aproximadamente 10 km al nordeste de la ciudad Daraa y a 83 kilómetros al suroeste de Damasco, la capital del país. El aeropuerto más cercano se encuentra en la ciudad de As-Suwayda.

## Historia
Antes de la era helenística, la diosa Isis Lactans era adorada en Tafas, como lo demuestra el descubrimiento de una estatuilla de ella en la ciudad. En Tafas se han encontrado restos de la época romana, como varias estelas funerarias, la más antigua data del 64 a. C. También se encontró una pátera de bronce de la época romana, pero luego fue robada del Museo Mahometano de Damasco. Se sabe que en la era romana existía una comunidad judía en Tafas.
En 1596, Tafas apareció en los registros fiscales otomanos como perteneciente a la nahiya de Bani Malik al-Asraf en Qada Hawran. Tenía una población de 73 hogares y 40 solteros, todos musulmanes. Los aldeanos pagaban una tasa impositiva fija del 40% sobre el trigo (22.500 akçe), la cebada (2.700 akçe), las cosechas de verano (2.000 akçe), las cabras y las colmenas (400 akçe), además de los ingresos ocasionales (400 akçe).
En 1810, Tafas fue "arruinado" por miembros de la tribu wahabí, según Johann Ludwig Burckhardt. La primera escuela primaria del pueblo se construyó en 1865. En la década de 1880, Tafas fue descrito como un pueblo de tamaño moderado de alrededor de 100 casas de piedra habitadas por alrededor de 250 musulmanes. Algunas de las casas estaban en ruinas y no habitadas. Había una mezquita de viernes activa. Una década más tarde, se describió con 90 casas y 400 habitantes.
En 1918, la ciudad fue el lugar de la infame masacre de Tafas perpetrada por el ejército otomano en retirada durante la Primera Guerra Mundial. Según T. E. Lawrence, el 27 de septiembre, las tropas turcas en retirada habían masacrado a muchos de los habitantes de la ciudad, incluidos mujeres y niños. En represalia por la masacre, las tropas de Lawrence atacaron las columnas turcas en retirada y ordenaron que todos los prisioneros capturados, alrededor de 250, incluidos soldados alemanes y austriacos, fueran ejecutados.
Durante la Guerra civil siria, habitantes de Tafas incendiaron una estación de policía y la sede local del Partido Baaz, tres personas murieron a manos de las fuerzas de seguridad. En mayo de 2011, el ejército sirio tomó la ciudad y arrestó al menos a 250 personas allí. En 2012 el frente sur del Ejército Libre Sirio tomó la ciudad y para 2015 controlaba el 70% la región de Daara. El Ejército sirio llegó en 2018 a un acuerdo para la retirada de las facciones armadas en la provincia suroccidental de Daraa, cerca del Golán, que se dirigieron a zonas de la gobernación de Idlib. Sin embargo, varios grupos islamistas rechazaron completamente el acuerdo y ocuparon el centro de Tesla. Enfrentamientos se produjeron en enero de 2021 y en febrero, acompañado por tropas rusas, el Ejército sirio recuperó  el control de toda la ciudad.